# Доња Суваја (Грачац)
Доња Суваја је насељено мјесто у општини Грачац, југоисточна Лика, Република Хрватска.

## Географија
Доња Суваја је удаљена око 42 км сјевероисточно од Грачаца.

## Историја
На дан 1. јула 1941. усташе из котара Лапац и из Госпића су опколиле Доњу Сувају и у року од два сата побиле сво затечено становништво насеља. Тог дана усташе су, по подацима историчара др Ђуре Затезала, побиле 243 Срба у Доњој Суваји. Доња Суваја се од распада Југославије до августа 1995. године налазила у Републици Српској Крајини.

### Други свјетски рат
Карактеристичан је и стога га треба навести, још један начин на који су усташе на многим местима практиковале за масовно убиство Срба. У зору 2. јула 1941. године хрватска редовна војска дошла је из Загреба заједно са усташама и „развила се, иза села Срба, срез Доњи Лапац, у виду стрељачког строја, наступајући тако кроз село, у правцу Суваје. При наступању убијали су све становнике одреда не гледајући ни на пол ни на године старости.

## Становништво
Доња Суваја се до пописа становништва 1971. налазила у саставу општине Срб, а до августа 1995. у саставу општине Доњи Лапац. Према попису становништва из 2011. године, насеље Доња Суваја је имало 53 становника.
| Националност       | 1991. | 1981. | 1971. | 1961. |
| Срби               | 152   | 144   | 156   | 183   |
| Југословени        |       | 17    | 6     |       |
| Хрвати             |       |       |       | 1     |
| остали и непознато | 1     |       | 1     |       |
| Укупно             | 153   | 161   | 163   | 184   |

| Демографија | Демографија | Демографија |
| Година      | Становника  | Становника  |
| ----------- | ----------- | ----------- |
| 1961.       | 184         |             |
| 1971.       | 163         |             |
| 1981.       | 161         |             |
| 1991.       | 153         |             |
| 2001.       | 48          |             |
| 2011.       |             | 53          |